# Expositio totius mundi et gentium

L'Expositio totius mundi et gentium (en français Description du monde entier et des peuples) est un traité géographique anonyme du IVe siècle, conservé en latin.

## Contenu
La tradition des éditeurs le divise en 68 paragraphes. Il est en fait composé de trois parties successives. La première (§ 1 à 21) décrit le monde extrême-oriental et oriental extérieur à l'Empire romain, en faisant état pour l'Extrême-Orient de traditions légendaires, car l'auteur ne connaît visiblement pas ces pays. La seconde partie, la plus longue (§ 22 à 62), concerne les provinces continentales de l'Empire romain, passées en revue dans l'ordre suivant : Mésopotamie, Syrie, Égypte, Asie Mineure (sans mention de la Mer Noire), Balkans, Italie, régions danubiennes, Gaule, Espagne, Afrique du Nord. La troisième partie (§ 63 à 68) traite des îles, d'est en ouest, de Chypre à la Bretagne. Les deux parties qui concernent l'Empire romain sont très documentées et renferment de précieux renseignements sur l'état économique de l'Empire au milieu du IVe siècle, énumérant les productions et ressources de chaque région.
Ce texte est connu à travers deux versions latines qui datent semble-t-il l'une et l'autre du VIe siècle : une version longue qui daterait du début de ce siècle, et un abrégé intitulé Descriptio totius mundi qui serait du milieu du siècle. Le début du texte ne se trouve que dans la Descriptio. L'Expositio a été publiée pour la première fois par Jacques Godefroy en 1628, d'après un manuscrit aujourd'hui perdu ; la Descriptio a été éditée en 1831 par Angelo Mai à l'aide d'un manuscrit du monastère bénédictin de la Cava, près de Naples. Depuis lors, deux autres manuscrits ont été découverts, à Paris et à Madrid.
Le texte latin est traduit d'un original grec, qui n'a pas été conservé. Les indices internes imposent de situer sa rédaction entre 355 et 361, sous le règne de l'empereur Constance II (cf. « Dominus orbis terrarum imperator Constantius » au § 28), alors que Julien était césar en Gaule. L'analyse du texte laisse penser que l'auteur était un Mésopotamien dont la famille s'était établie un temps à Naplouse et qui lui-même était allé s'installer à Tyr. Professionnellement, ce devait être un commerçant ayant de puissants intérêts en mer et dans plusieurs ports donnant sur la Méditerranée orientale (notamment Éphèse, Alexandrie, Carthage, seul point par lequel il paraît connaître avec quelque précision l'Occident latin : il prend la Toscane et le Norique pour des villes et n'en peut citer aucune en Espagne). Les indications qu'il donne montrent qu'il était spécialisé dans le commerce des produits alimentaires, des tissus et des vêtements. Religieusement, c'était un païen, et il donne quelques informations à cet égard qui concernent l'Égypte et l'Italie, mais il aurait utilisé un itinéraire chrétien.

### Édition
- Expositio totius mundi et gentium, introduction, texte critique, traduction française, notes et commentaire par Jean Rougé, coll. Sources chrétiennes, Textes orientaux n° 124, Éditions du Cerf, 1966.